# Yalova (stad)
Yalova is de hoofdstad (İlçe Merkezi) van het gelijknamige district en de provincie Yalova in Turkije. De plaats telt 70.118 inwoners (2000).
Mustafa Kemal Atatürk verbleef in de laatste jaren van zijn leven een groot deel van zijn tijd in Yalova.

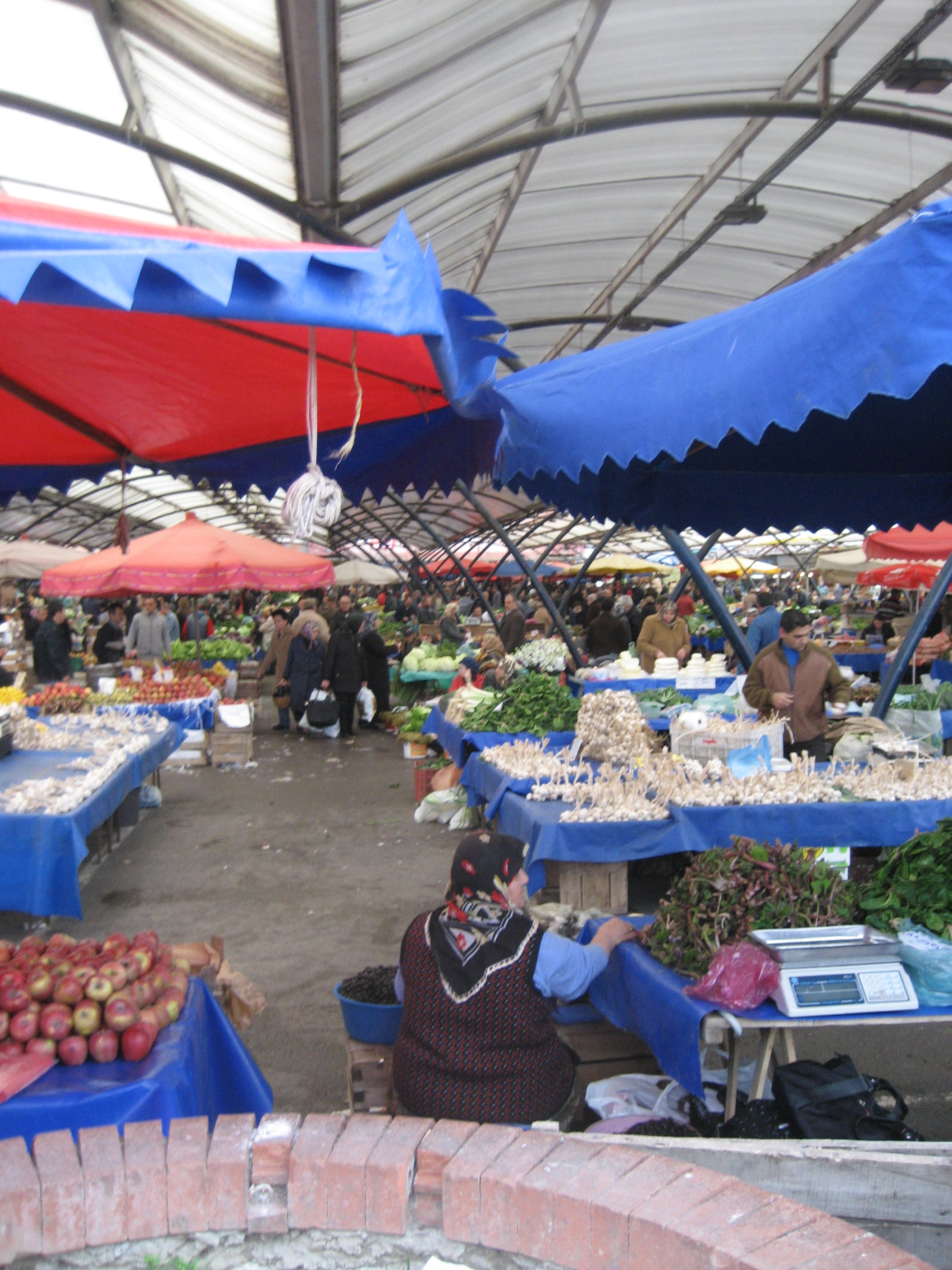
Markt van Yalova

## Verkeer en vervoer

### Wegen
Yalova ligt aan de nationale weg D575 en de provinciale weg 77-50.

## Geboren
- Şebnem Ferah (1972), rockzangeres